# 加滕多夫
加滕多夫是德国巴伐利亚州的一个市镇。总面积22.19平方公里，总人口1094人，其中男性529人，女性565人（2011年12月31日），人口密度49人/平方公里。